# ロバート・バーク (第5代メイヨー伯爵)
第5代メイヨー伯爵ロバート・バーク（Robert Bourke, 5th Earl of Mayo、1797年1月12日 – 1867年8月12日）は、イギリスの政治家、アイルランド貴族。保守党に属し、アイルランド貴族代表議員を務めた。

## 生涯
聖職者リチャード・バーク閣下（第3代メイヨー伯爵ジョセフ・バークの次男）と妻フランシス（ロバート・ファウラーの娘）の息子として、1797年1月12日にダブリンの大主教館（Archbishop's Palace）で生まれた。
1849年5月23日に伯父にあたる第4代メイヨー伯爵ジョン・バークが死去すると、メイヨー伯爵位を継承した。
1852年6月22日にアイルランド貴族代表議員に当選、1867年に死去するまで務めた。貴族院では保守党に属した。
1867年8月12日にクリーヴランド・スクエア18号で死去、息子リチャード・サウスウェルが爵位を継承した。

## 家族
1820年8月3日、ダブリンでアン・シャーロット・ジョスリン（Anne Charlotte Jocelyn、1801年7月31日 – 1867年1月26日、ジョン・ジョスリン閣下の娘）と結婚、8男2女をもうけた。
- リチャード・サウスウェル（1822年2月21日 – 1872年2月8日） - 第6代メイヨー伯爵[1]
- ジョン・ジョスリン（1823年10月5日 – 1904年9月25日） - 陸軍軍人、生涯未婚[4]
- マーガレット・ハリエット（1825年4月14日 – 1886年12月29日） - 生涯未婚[4]
- ロバート（英語版）（1827年6月11日 – 1902年9月3日） - 初代コネマラ男爵[5]
- ジョージ・ウィンフィールド（1829年2月16日 – 1903年10月9日） - 聖職者。1858年12月9日、メアリー・ヘンリエッタ・ロングリー（Mary Henrietta Longley、1906年8月22日没、チャールズ・ロングリー（英語版）の娘）と結婚、子供あり。第8代メイヨー伯爵ウォルター・バークの父[4]
- フレデリック・ウィリアム・ヘンリー（1831年5月23日 – 1842年10月30日[3]）
- チャールズ・ファウラー（1832年9月5日 – 1899年4月4日） - 1895年12月18日、アルブレダ・メアリー・ウェントワース＝フィッツウィリアム（Albreda Mary Wentworth-Fitzwilliam、1933年10月9日没、第6代フィッツウィリアム伯爵ウィリアム・ウェントワース＝フィッツウィリアム（英語版）の娘）と結婚、子供なし[4]
- ファニー（1834年7月22日 – 1834年9月30日[3]）
- エドワード・ローデン（1835年12月13日 – 1907年6月7日） - 1872年11月20日、エマ・メアリー・オーガスタ・ハッチ（Emma Mary Augusta Hatch、1935年3月9日没[6]、ジョージ・クリフ・ハッチの娘）と結婚、子供あり[4]
- ヘンリー・ロートン（1840年9月26日 – 1911年1月30日） - 1876年12月18日、コンスタンス・ウナ・エリザベス・ランバート（Constance Una Elizabeth Lambert、1925年7月2日没、グスタヴァス・W・ランバートの娘）と結婚、子供なし[4]